# Daniel F. Galouye

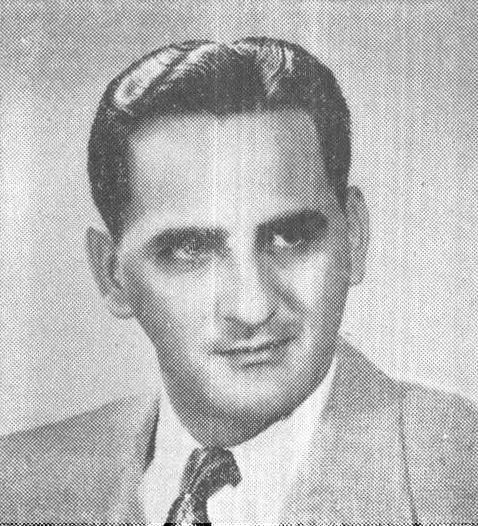
Daniel F. Galouye

Daniel Francis Galouye (* 11. Februar 1920 in New Orleans, Louisiana; † 7. September 1976 ebenda) war ein US-amerikanischer Journalist und Science-Fiction-Schriftsteller. In seinem bekanntestes Werk, Simulacron-3, behandelte er als einer der ersten Autoren weltweit die Simulationshypothese.

## Leben
Galouye studierte an der Louisiana State University und war während des Zweiten Weltkrieges von 1942 bis 1946 Testpilot der US Navy. Er graduierte an der Pensacola Naval Air School und war im Rang eines Leutnants einige Zeit Ausbilder an einer Navy-Pilotenschule auf Hawaii. 1945 heiratete er Carmel Barbara Jordan, mit der er zwei Töchter hatte.
Direkt nach dem Militärdienst arbeitete Galouye als Reporter bei der Tageszeitung States-Item in New Orleans. Ab 1956 war er Redakteur bei dieser Zeitung, bis er 1967 in den Ruhestand ging. 
Seine erste Kurzgeschichte Rebirth veröffentlichte er 1952. Manchmal verwendete er das Pseudonym Louis G. Daniels für seine Kurzgeschichten, die in diversen Science-Fiction-Magazinen erschienen. Von seinen insgesamt fünf Romanen waren Dunkles Universum (1961) und Simulacron-3 (1964) die erfolgreichsten.
2007 erhielt er postum den Cordwainer Smith Rediscovery Award für vergessene oder nicht mehr hinreichend gewürdigte Science-Fiction-Autoren.

## Romane

### Simulacron-3
Die Geschichte spielt in der Zukunft. Sie erzählt von den Erlebnissen des Informatikers Douglas Hall, der an einem riesigen Simulationscomputer der TEAG („Test AG“) arbeitet. Dieser enthält eine Kopie der realen Stadt mit zehntausend programmierten Individuen. Studien zur Marktforschung sind mit dem Gerät möglich. Als sein Chef Hannon Fuller angeblich tödlich verunglückt, glaubt Hall der offiziellen Version nicht. Dazu kommt, dass kurz darauf sein bester Freund von einer Feier verschwindet. Kein Mensch will ihn je gekannt haben. Hall macht sich im Computer der TEAG und in der Realität auf die Suche nach Spuren und Hinweisen. Seltsame Hilfe von oben kommt ihm durch Fullers Tochter Jinx zu. Gemeinsam mit ihr überwindet er den „großen Programmierer“, der die ihm bekannte Welt als Simulation geschaffen hat. Durch eine Überspannung gelangt er am Ende eine Ebene höher.
Leitende Gedanken der Geschichte sind der kartesianische Satz „Ich denke, also bin ich“ und Zenos Paradox. Im Denken entstehe die Gewissheit einer Existenz – auch die Simulationseinheiten im simulierten Computer in einer Simulation seien bewusste Lebewesen. Zenos Paradox mit Achilles, der die Schildkröte trotz ihrer Langsamkeit nie einholen kann, liefert den Schlüssel für die unendliche Reihung von Simulationen.
Der Roman wurde zweimal verfilmt, zuerst 1973 von Rainer Werner Fassbinder unter dem Titel Welt am Draht und 1999 von Josef Rusnak (Produktion: Ute und Roland Emmerich) unter dem Titel The 13th Floor.

### Dunkles Universum
In seinem ersten Roman Dunkles Universum beschreibt Galouye eine zukünftige Erde nach einem verheerenden Weltkrieg. In unterirdischen Höhlen und Bunkern haben Menschen als Mitglieder einiger Stämme überlebt, die nur die Dunkelheit kennen und hauptsächlich auf ihr Gehör und ihren Geruchssinn angewiesen sind. Nur Legenden existieren noch über das Licht der Sonne, während Dämonen in den Legenden die Namen strahlender chemischer Elemente tragen. Doch ein junger Mann, Jared, sucht die Dunkelheit, in der Hoffnung, das Licht zu finden. Dabei stößt er auf radioaktiv veränderte Menschen, die Wärme sehen können. Letztlich gelangt er in die helle Außenwelt, vor der er sich aber mehr als seine Mitmenschen fürchtet.
Galouye beschreibt in diesem Roman außerdem menschliche Echoortung, ehe sie von Daniel Kish in der Realität entwickelt wurde.

### Weltraumschiff ›Nina‹meldet
Nach einer weltweiten nuklearen Katastrophe befällt eine mysteriöse Krankheit die Menschen auf der Erde. Es herrscht Chaos, und die globale Ordnung soll durch eine international agierende Sicherheitsbehörde wiederhergestellt werden. Spezialagent Arthur Gregson erhält den Auftrag, gegen eine rebellische Organisation zu ermitteln und findet heraus, dass es sich bei der unbekannten Krankheit in Wirklichkeit um eine neue Form von Wahrnehmung handelt. Sein Auftraggeber will diese neue Wahrnehmung jedoch dazu benutzen, die absolute Weltherrschaft zu erlangen und Gregson desertiert zu den Rebellen.

## Werke

### Romane
- Dunkles Universum, 1962, ISBN 3-548-31072-9, Dark Universe, 1961.
- Die gefangene Erde, 1965, Goldmann, Lords of the Psychon, 1963.
- Welt am Draht auch: Simulacron Drei auch: The 13th Floor, 1965, ISBN 3-462-02826-X, Counterfeit World auch:  Simulacron-3, 1964.
- Als die Sonne starb auch: Der Tag, an dem die Sonne starb, 1964, ISBN 3-548-31138-5, The Day the Sun died, 1965.
- Zweikampf der Giganten, 1966, Moewig, The Fist of Shiva, 1966.
- Weltraumschiff Nina meldet, 1966, Goldmann, A Scourge of Screamers auch: The Lost Perception, 1966.
- Welt der Finsternis auch: Geheimprojekt Lichtmauer, 1966, Pabel, Phantom World auch: Rebirth, 1967.
- Das Geheimnis der Unsterblichen, 1968, Pabel, Secret of the Immortals, 1968.
- Der unendliche Mann, 1984, ISBN 3-548-31082-6, The Infinite Man, 1973.

### Storysammlungen
- Abstieg in den Mahlstrom, 1984, ISBN 3-548-31085-0, Descent into the Maelstrom, 1961.
- Jenseits der Barrieren, 1975, ISBN 3-442-23190-6, The Last Leap: And Other Stories of the Super-Mind, 1964.
- Basis Alpha, 1976, Pabel, Recovery Area and other stories, 1966.
- Die stummen Schwingen, 1967, Pabel, Mind-Mate and other Stories, 1967.
- Das Reich der Tele-Puppen, 1975, ISBN 3-442-23198-1, Project Barrier, 1968.